# Monitoring-System für Obst und Gemüse im Naturkosthandel
Das Monitoring-System für Obst und Gemüse im Naturkosthandel ist ein eigenverantwortliches Controlling-Verfahren der Händler von Bioprodukten. Am 1. Juli 2003 begann der Bundesverband Naturkost Naturwaren Herstellung und Handel e.V. mit dem Aufbau des Verfahrens für seine Mitglieder. Mit dem Verfahren soll das angebotene Obst und Gemüse systematisch auf Belastungen mit Pestiziden untersucht werden. Ziel der Überwachung ist es, mögliche Anbaufehler und Lücken in der Qualitätssicherung aufzudecken und zu dokumentieren, um so zur Qualität der als biologisch erzeugt gehandelten Lebensmittel beizutragen. Der Start des Programms wurde vom Bundeslandwirtschaftsministerium finanziell unterstützt.

## Ziel und Geschichte
Das Monitoring-System soll laut BNN folgende Verbesserungen für den Naturkostmarkt bringen:
- koordinierte Rückstandsanalysen in Fachlaboren wurden dauerhafter Bestandteil der Qualitätssicherung
- Kontaminationen mit Rückständen oder Vermischungen mit konventionellem Erntegut wurden und werden aufgedeckt, Mängel können beseitigt werden
- Betrugsfälle werden durch flächendeckende und risikoorientierte Probenziehungen entlarvt.[1]

Das BNN-Monitoring soll als Bio deklariertes konventionelles Obst und Gemüse aufspüren und vom Bio-Markt fernhalten. Jeder Rückstandsfund soll eine gründliche Ursachenforschung nach sich ziehen. Des Weiteren sammelt das BNN-Monitoring Daten zur Pestizidbelastung von ökologisch produziertem Obst und Gemüse und bereitet diese systematisch auf.
Die damals 27 im BNN organisierten deutschen Naturkostgroßhändlern und Importeuren sprachen sich mehrheitlich für eine Teilnahme an dem Monitoring aus. Das Projekt „Aufbau eines Monitoring-Systems für Obst und Gemüse im Naturkostfachhandel“ lief im Rahmen des Bundesprogramms Ökologischer Landbau und wurde vom 1. Juli 2003 bis zum 31. Dezember 2004 vom Bundesministerium für Verbraucherschutz, Ernährung und Landwirtschaft finanziell gefördert. Seit 1. Januar 2005 wird das zusätzliche Qualitätssicherungssystem unter Leitung des BNN Herstellung und Handel auf privatrechtlicher Basis weitergeführt und steht allen Gewerbetreibenden im Naturkosthandel offen.
Im Rahmen des Monitoring werden alle vier Wochen im Naturkost-Großhandel Proben gezogen, die bundesweit so koordiniert sind, dass ein großer Teil der Obst- und Gemüsesorten, die aktuell im Handel sind, erfasst wird.